# Bibbia di Niccolò d'Este

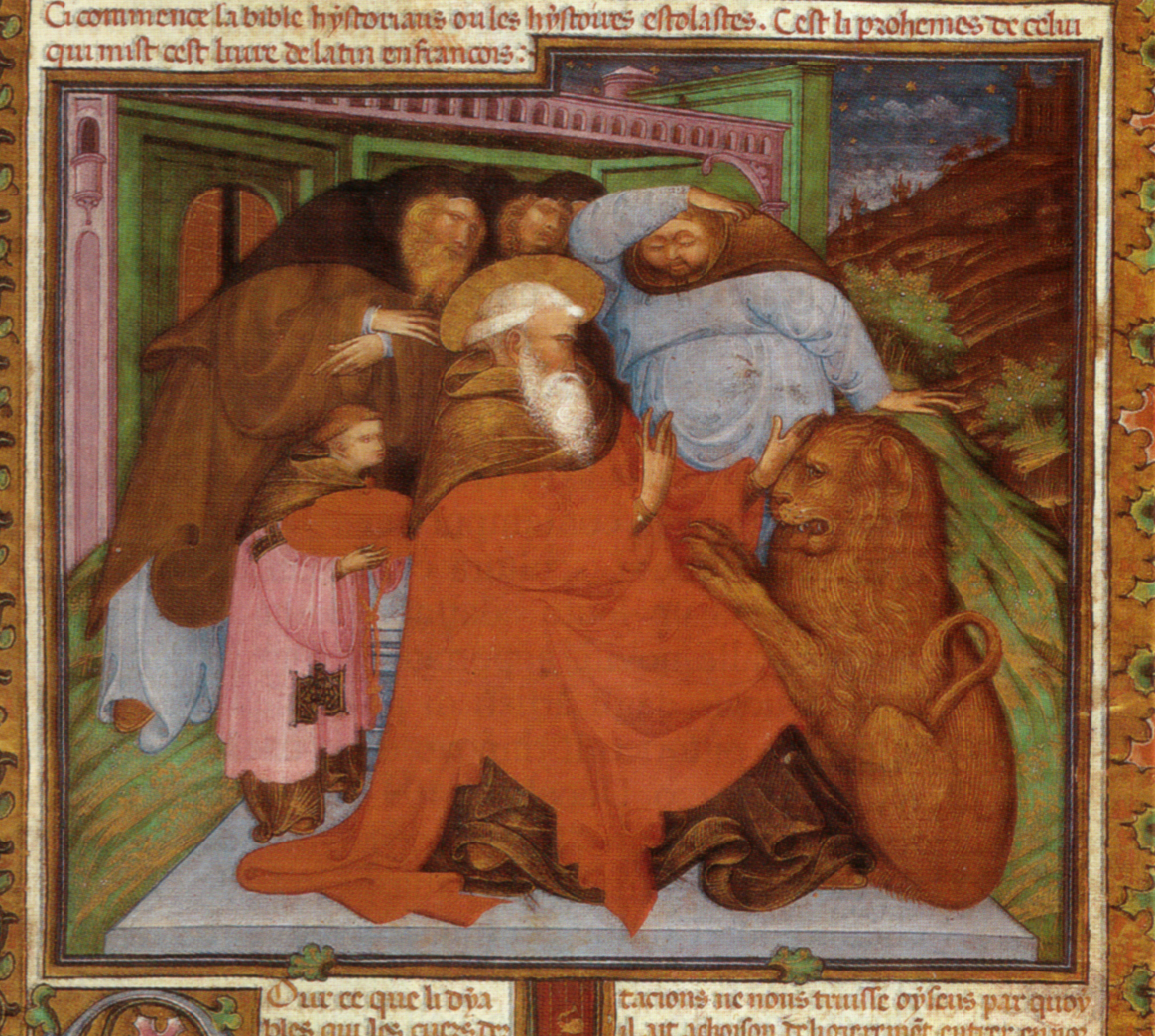
San Girolamo, f. 630r (1431-34), Biblioteca apostolica vaticana

La Bibbia di Niccolò d'Este è un codice in lingua francese miniato da Belbello da Pavia tra il 1431 e il 1434 per volere del marchese di Ferrara; fu richiesta in tale lingua dallo stesso Niccolò III d'Este, diventando di conseguenza testimonianza del grande interesse ed uso presso la corte estense della lingua francese. È conservata nella Biblioteca Apostolica Vaticana col codice Ms. Barberiniano Lat. 613.
Il codice è fra le opere più rappresentative dello stile di Belbello. Ad esempio nel San Girolamo (folio 630 recto) le figure sono imponenti, ma caratterizzate da una linea fluida e deformante, tra le migliori stilizzazioni del gotico internazionale in Italia. San Girolamo seduto, circondato da un inserviente che gli tiene il cappello cardinalizio e da alcuni curiosi, sta togliendo la spina dalla zampa del leone, con un gesto enfatico. I colori sono brillanti, espressivi, quasi cangianti. Il cielo che sfuma schiarendo verso la linea dell'orizzonte denota la conoscenza delle miniature francesi di inizio del XV secolo (come quelle dei Fratelli Limbourg).